# Mauvais Esprit
Pour plus de détails, voir Fiche technique et Distribution.
Mauvais Esprit est un film français réalisé par Patrick Alessandrin sorti en 2003.

## Synopsis
Vincent Porel (Thierry Lhermitte) est un homme comblé par une situation professionnelle plus que réussie, une femme qui n'existe qu'en rêve, une mère omniprésente dans sa vie ainsi qu'une collaboratrice très présente aussi... Mais ce qui manque à Vincent, c'est un enfant. Vincent dirige une multinationale du BTP choisie pour construire un musée. Le projet original dessiné par son architecte est en fait celui de Simon Variot (Michel Muller). Quand Simon découvre le chantier, il décide de rencontrer Porel pour faire valoir ses droits. Mais ce malheureux se fait renverser accidentellement par Porel. Simon meurt et ressuscite dans le corps du bébé de Vincent Porel. Une fois sous les traits de ce bébé, Simon va mener la vie dure à son nouveau papa...Mais c'est pas fini....

## Fiche technique
- Réalisation : Patrick Alessandrin
- Scénario : Laurent Chouchan
- Directeur de la photographie : Javier Aguirresarobe
- Pays d'origine :  France
- Date de sortie: 5 novembre 2003
- Musique : Ardisong, Ange Ghinozzi
- Durée : 90 minutes
- Genre  : comédie

## Distribution
- Thierry Lhermitte : Vincent Porel
- Ophélie Winter : Chrystèle Porel
- Clémentine Célarié : Béatrice Copy
- Matthias Van Khache : Sébastien Copy
- Michel Muller : Simon Variot (voix)
- Maria Pacôme : Belle-maman
- Leonor Watling : Carmen
- François Levantal : Freddy
- Lise Lamétrie : Geneviève
- Colette Casside : la vieille dame
- Lola Casamayor : Lise
- Tsilla Chelton : La dame à la boulangerie
- Marie Collins : La fille à la poussette
- Natalia Dontcheva : La nounou
- Jorge Gago : Junior
- Catherine Hosmalin : La cliente de la quincaillerie
- Gabriel Ignacio : Le médecin
- Carlos Miranda : Un flic
- Espérance Pham Thai Lan : La traductrice
- Jean-Louis Richard : Docteur Drey
- Emmanuel Vieilly : Commissaire Novert
- Jean-Marie Winling : Docteur Edouard
- Manuel Munz : Un flic (non crédité)